# Riumivske, Voznesensk
Riumivske (în ucraineană Рюмівське) este un sat în comuna Dmîtrivka din raionul Voznesensk, regiunea Mîkolaiiv, Ucraina.

## Demografie
Componența lingvistică a localității Riumivske
     Ucraineană (92,17%)
     Rusă (6,09%)
     Belarusă (1,74%)
Conform recensământului din 2001, majoritatea populației localității Riumivske era vorbitoare de ucraineană (92,17%), existând în minoritate și vorbitori de rusă (6,09%) și belarusă (1,74%).